# Michèle Chardonnet
Michèle Marie George Chardonnet-Piasenta, francoska atletinja, * 27. oktober 1956, Toulon, Francija.
Nastopila je na poletnih olimpijskih igrah leta 1984 ter osvojila bronasto medaljo v teku na 100 m z ovirami, ki si jo je delila s Kim Turner.